# Deja Vu Fesztivál
A Deja Vu Fesztivál egy 2013-ban alapított nyári fesztivál, Magyarország legnagyobb retro fesztiválja. Minden évben júniusban Szegeden rendezik meg. Az esemény szervezői Kovács Ádám (SING-SING Music Hall, Tisza Dokk, Retro Klub) és a Szegedi Ifjúsági Napokat is korábban szervező Boros Gyula. A fesztiválon a 80-as, 90-es és 2000-es évek hazai és külföldi előadói lépnek fel.

## Története
Az első fesztivál ötletét az adta, hogy az embereknek vannak olyan múltbéli pillanatai és eseményei, amiket újra átélne. Ennek a múltbéli életérzéseknek adna helyet a Deja Vu Fesztivál Szegeden. Az első eseményt 2013. június 13. és 15. között rendezték meg. Eredetileg az Etelka sor melletti sportpálya adta volna az esemény helyszínét, de a előzetes érdeklődés miatt ez később a dorozsmai úton található Postás Sporttelepre módosult. Az első rendezvényen olyan előadók léptek fel, mint az Alphaville, Balázs Fecó, Thomas Anders és a Modern Talking Band, az Első Emelet, Bon-bon, a Kozmix, az Animal Cannibals vagy az UFO együttes. Az első fesztivált követően a szervezők úgy döntöttek, hogy ismét megrendezik az eseményt. Az évek során több ezer látogatója volt a fesztiválnak.
2014-ben már több mint 20 ezer vendég ment ki a fesztivál teljes programjára, külföldi sztárvendég a SCOOTER.
2016 nyarán már az Újszegedi Partfürdőre költözött a fesztivál és rekordszámú külföldi fellépőt hívtak el.
2018-ban a fesztivál a Koncert.hu oldal közönségszavazásán Az év fesztiválja címet nyerte el.
2019-ben elöntötte a Tisza az Újszegedi Partfürdőt, ezért a rendezvényt az utolsó pillanatban a Postás Sporttelepen kellett megrendezni.
2020-ban a koronavírus-járvány miatt a szervezők a június 4. és 6. közötti eseményt augusztus 20 és 22 közöttre tették át és helyszínnek ismét a Postás Sporttelep merült fel. Végül július végén Gulyás Gergely miniszter bejelentését követően (vagyis, hogy nem lehet 2020. augusztus 15. után se rendezni 500 főt meghaladó kültéri rendezvényt) eldőlt, hogy abban az évben nem lesz Deja Vu Fesztivál.
2021-ben a közösségi oldalakon kamu oldalak és események jelentek meg a 2021-es fesztivállal kapcsolatban, de később kiderült, hogy 2021. augusztus 5. és 7. között kerül megrendezésre az esemény az Újszegedi Partfürdőn. Az évben csak védettségi igazolvánnyal lehetett meglátogatni az eseményt. 2021. év végén Kovács Attila (tulajdonos, szervező váratlanul elhunyt.)
2022-ben a Deja Vu az ország legnagyobb retrofesztiváljá nőtte ki magát. Nemzetközi viszonyban is meghatározó szereplővé vált a fesztiválpiacon.
A 2023. évi, tizedik jubileumi fesztiválon rengeteg nemzetközi fellépő jönne el, köztük a Thomas Anders from Modern Talking, a Blue együttes, Inna, a Sarfi Duo és DJ SASH!.

## Események
| A fesztivál sorszáma és időpontja                                 | Az esemény helyszíne                 |
| ----------------------------------------------------------------- | ------------------------------------ |
| XI., 2023. június 1-3.                                            | Újszegedi Partfürdő                  |
| X., 2022. június 1-3.                                             | Újszegedi Partfürdő                  |
| IX., 2021. augusztus 5-7.                                         | Újszegedi Partfürdő                  |
| VIII., 2020. június 4-6., majd 2020. augusztus 20-22. (tervezett) | Postás Sporttelep (tervezett)        |
| VII., 2019. június 7-9.                                           | Postás Sporttelep (kiöntött a Tisza) |
| VI., 2018. június 7-9.                                            | Újszegedi Partfürdő                  |
| V., 2017. június 2-3.                                             | Újszegedi Partfürdő                  |
| IV., 2016. június 3-5.                                            | Újszegedi Partfürdő                  |
| III., 2015. június 4-7.                                           | Postás Sporttelep                    |
| II., 2014. június 5-8.                                            | Postás Sporttelep                    |
| I., 2013. június 13-15.                                           | Postás Sporttelep                    |

## Fellépők
Vastaggal kiemelve azok az előadók, akik többször léptek fel a Deja Vu-n.
2022
- Thomas Anders from Modern Talking
- Blue
- INNA
- Safri Duo
- DJ SASH!
- és még sokan mások.

### 2022
- Arash
- Lou Bega
- Las Ketchup
- Cascada
- Basshunter
- Paradisio
- Masterboy
- Alex Gaudino
- Alexandra Stan
- La Bouche
- Kate Ryan
- Kozmix
- Korda György ÉS Balázs Klári
- Sterbinszky
- Krisz Rudi
- Kozsó – Ámokfutók
- DJ Dominique
- Csordás Tibi – Fiesta
- UFO Update
- Fresh
- Bárány Attila
- Náksi
- Rakonczai Piano
- Peat Jr feat. Shella
- Classic Fantastic
- Millenium Kids
- Wannabe XXL

### 2021
- T.A.T.u feat Julia Volkova
- Groove Coverage
- Culture Beat
- Basshunter
- Danzel
- Cascada
- Whigfield
- Alice DJ
- Kozmix
- Animal Cannibals
- Kerozin
- Shygys
- Csordás Tibi
- az Ámokfutók Kozsóval
- Groovehouse
- UFO
- Erős vs Spigiboy
- Sterbinszky
- Náksi

### 2019
- Fun Factory
- 2 Unlimited
- Ace of Base
- Brooklyn Bounce
- Eiffel 65
- 2 Brothers on the 4th Floor
- Sylver
- Dune
- East 17
- Kozmix
- Sterbinszky
- Mr Rick
- Erica C és Robby
- Happy Gang
- Fiesta
- Desperado
- Dj Dominique
- Náksi
- Peat Jr & Fernando feat Sheela
- Bárány Attila
- Erős vs Spigiboy
- Spy the Ghost
- Tommyboy

### 2018
- Captain Hollywood Project
- Groove Coverage
- Layzee aka Mr. President
- Turbo B. feat SNAP!
- The Real McCoy
- Pharao
- E-Rotic
- Maxx feat Linda Meek
- Fragma
- Pakito
- Kozmix
- Kozsó és az Ámokfutók
- UFO
- Groovehouse
- Happy Gang
- V-Tech
- Splash
- Sterbinszky
- Erős VS Spigiboy
- Bárány Attila
- Náksi
- Spy the Ghost
- Betty Love
- Dj Dominique
- Kühl
- Peat Jr & Fernando feat Sheela
- Wallas

### 2017
- La Bouche
- Five
- Culture Beat
- Masterboy & Beatrix Delgado
- Master Blaster
- Nana
- Soundlovers
- Magic Affair
- Náksi
- AD Stúdió
- Groovehouse
- Skyland
- Kozmix
- Bestiák
- Happy Gang
- Spy the Ghost
- Animal Cannibals
- Kerozin
- Sterbiznszky
- TNT Track
- Hamvai P.G.
- UFO
- Peat Jr.
- DJ Dominique
- Newl
- Dj M
- Wallas

### 2016
- Dr. Alban
- Rednex
- Ice MC
- C-Block
- Fun Factory
- Corona
- Three Drives
- Brooklyn Bounce
- Outwork
- Kozmix
- TNT
- Ámokfutók
- Sterbinszky
- Slam Jr @ Strictly!
- Náksi @ Soho Party
- Bárány Attila @ Disco's Hit Classic
- UFO
- Fresh
- Kerozin
- Splash
- Dominique
- Dj M

### 2015
- Dj BoBo
- Unique
- Dj Dominique
- Csordás Tibi vs Kefír
- Neoton Família
- Shygys
- Sterbinszky
- FLM
- Náksi Attila
- Vengaboys
- Alice Deejay
- Rubint Réka
- Alma együttes
- Korda György és Balázs Klári
- TNT
- Dj M
- Joer
- Bigiboy
- JustINN
- Nacsa
- Dj Edgár
- Várkonyi Tibi
- Gedzo
- Docpiano

### 2014
- Betty Love – Soho Party
- Kerozin
- Scooter
- Alma együttes
- Rubint Réka
- Zoltán Erika
- Korda György és Balázs Klári
- Dj Dominique & Bárány Attila
- Room Service
- Napoleon Boulevard
- Kozsó – Ámokfutók
- Groovehouse
- Mr. President
- Kozmix
- Haddaway
- Station
- Splash – Sári Évi
- Kefir (V-Tech)
- TNT – Dobrády Ákos
- 2 Unlimited
- Dj Sash
- Pál Dénes
- Muri Enikő
- Király Viktor
- Janicsák Veca
- Kökény Attila
- Szikora Robi és a Csapatok
- R-GO – MDC – ByTheWay

### 2013
- Abrakazabra
- Alphaville
- Animal Cannibals
- Balázs Fecó – Charlie – Somló Tamás
- Bebe (Back II Black)
- Bon-bon
- Culture Beat
- Dj Edgar
- Első Emelet
- Gigi D'Agostino
- Hip Hop Boyz
- Kefir (V-Tech)
- Kozmix
- Pumpkins
- Sipos F. Tamás
- Stone
- Thomas Anders & Modern Talking Band
- UFO
- Zoltán Erika